# عباس‌آباد موقوفه
عباس‌آباد موقوفه، روستایی از توابع بخش قره‌چای شهرستان خنداب در استان مرکزی ایران است.

## جمعیت
این روستا در دهستان اناج قرار دارد و براساس سرشماری مرکز آمار ایران در سال ۱۳۸۵، جمعیت آن ۵۹۰ نفر (۱۶۹خانوار) بوده‌است.